# Образование в Донецкой Народной Республике
Образование в Донецкой Народной Республике — в соответствии с законом «Об образовании» является «единым целенаправленным процессом воспитания и обучения, являющимся общественно значимым благом и осуществляемым в интересах человека, семьи, общества и государства». 

## Правовое регулирование
Поскольку согласно законодательсву Украины территория занятая Донецкой Народной Республикой является временно оккупированной Россией территорией Донецкой области, то любые выданные на этой территории документы являются недействительными. В том числе документы об среднем и высшем образовании. И поскольку для поступления на подконтрольной Украине территории шансов у детей самопровозглашенной республики с годами из-за отсутствия преподавания украинского языка в должном объеме объективно меньше, страна системно помогает всем абитуриентам с неподконтрольных территорий. Благодаря образовательным центрам «Донбасс-Украина» и «Крым-Украина» у выпускников школ и абитуриентов есть возможность получить международно признаваемые документы об образовании.
Руководством ДНР создано Министерство образования и науки, целью которого является обеспечение формирования и реализация государственной политики в сфере образования и науки.
В соответствии с Законом ДНР «Об образовании», отношения в сфере образования регулируются Конституцией Донецкой Народной Республики, собственно самим Законом «Об образовании», а также другими законами, иными нормативными правовыми актами Донецкой Народной Республики, содержащими нормы, регулирующие отношения в сфере образования.
14 августа 2014 года на должность Министра образования и науки был назначен Игорь Владимирович Костенок. 5 мая 2015 года на эту должность была назначена Лариса Петровна Полякова.
Большая часть высших учебных заведений, находящихся на неподконтрольной украинскому правительству территории, были передислоцированы в другие города Украины, однако часть преподавателей и студентов остались на данной территории. Таким образом большая часть высших учебных заведений из списка ниже имеют как официальный украинский адрес, так и адрес на территории ДНР.
Кроме того, рейтинг университета на неподконтрольной украинскому правительству территории сложно определить, поскольку для международного сообщества такой ВУЗ существует нелегально, и признается как ”образовательное учреждение” только в России.

## Высшие учебные заведения Донецкой Народной Республики[8]
- Автомобильно-дорожный институт ГОУ ВПО «Донецкий национальный технический университет»[9][10]
- ГОУ ВПО «Донбасская национальная академия строительства и архитектуры»[11][12]
- ГБОУ ВО «Донбасская юридическая академия»[13][14]
- ОО ВПО «Донецкая академия транспорта»[15][16]
- ГБУ ВО «Академия МВД ДНР им. Ф.Э. Дзержинского»[17][18]
- ГБУ ВО «Донецкая государственная музыкальная академия им. С.С. Прокофьева»[19][20]
- ГОУ ВПО «Донецкая академия управления и государственной службы при Главе Донецкой Народной Республики»[21][22]
- ГБО УВО «Донецкий институт железнодорожного транспорта»[23][24]
- ГОО ВПО Донецкий национальный медицинский университет им. М. Горького»[25][26]
- ГОУ ВПО «Донецкий национальный технический университет»[27][28]
- ГОУ ВПО «Донецкий национальный университет»[29][30]
- ГО ВПО Донецкий национальный университет экономики и торговли им. М. Туган-Барановского»[31][32]
- ГБОУ ВО «Донецкое высшее общевойсковое командное училище»[33][34]
- ГОУ ВПО «Горловский институт иностранных языков»[35][36]
- ГБОУ ВО «Академия гражданской защиты» МЧС ДНР[37][38]
- ГБОУ ВО «Донбасская аграрная академия»[39][40]
- ФГБОУ ВО «Приазовский государственный технический университет»

## История

### 2014
30 августа министр образования самопровозглашённой ДНР Игорь Костенок заявил, что в республике практически все школы, детские сады и вузы заработают с 1 октября. При этом студенты высших учебных заведений на территории ДНР переходят на заочную форму обучения лишь с этого числа — до этого они обучались дистанционно. Сама же ДНР переходит на российские образовательные стандарты.
В конце ноября 2014 года министр образования ДНР Игорь Костенок заявил о введении с 1 января следующего года преподавания дисциплин на русском языке и в полном соответствии со стандартами образования Российской Федерации, также планируется перейти на ЕГЭ и отказаться от украинской 12-балльной системы оценки знаний в пользу 5-балльной. В ДНР также надеются на получение около 2,2 млн российских учебников, в Минобразования РФ заявили о готовности оказать «методическую и консультационную помощь».

### 2015
В школы ДНР с первого сентября пошли 135 тысяч школьников, которые учатся по новым программам и стандартам, начавшим действовать с 1 сентября. Всего на территории республики расположено 484 школы, из которых в рабочем состоянии находятся 461.
Первый университетский выпуск в Донецкой народной республике состоялся в 2014/15-м учебном году. Было выпущено 8048 младших специалистов, 4635 бакалавров, 2435 специалистов и 1515 магистров. По итогам последовавшей вступительной кампании в ВУЗы республики поступил 17 281 абитуриент. Наибольшей популярностью среди абитуриентов пользовался Донецкий национальный университет, принявший на первый курс более 3 тысяч студентов. В учебные заведения, расположенные на территории России, на базе аттестатов ДНР поступили 666 абитуриентов. Большинство поступающих из ДНР зачислены в Московский государственный технический университет, Южный федеральный университет и Донской государственный технический университет.

### 2016
Учебный год в Донецкой Народной Республике начался для почти 15 тысяч первоклассников, а общее количество школьников составило 134 тысячи человек . В высшие учебные заведения республики отравились на учебу 34 тысячи студентов, а учреждения среднего профессионального образования открыли свои двери для 25 тысяч студентов. В этом же году высшие учебные заведения на территории подконтрольной ДНР отказались от болонской системы.

### 2017
К 31 октября 2017 года в ДНР функционировали Григорий Игнатенко, председатель ВАК ДНР  "отметил, что на сегодняшний день в ДНР функционируют 22 диссертационных совета по 43 специальностям, 19 из них созданы в образовательных организациях ВПО. «За время работы ВАК получили дипломы 86 соискателей ученых степеней доктора и кандидата наук. Высшей аттестационной комиссией ведется активная работа по привлечению в состав диссертационных советов ведущих зарубежных ученых, и сегодня в них входят 68 ученых из других государств, в том числе 43 – из Российской Федерации»" .

### 2022
После начала вторжения России на Украину многие студенты высших и средне-специальных учебных заведений ДНР были мобилизованы в ряды народной милиции ДНР. В начале ноября 2022 года президент РФ Владимир Путин поручил демобилизовать призванных на военную службу студентов в ЛНР и ДНР.

## Сотрудничество с Российской Федерацией
С самого начала ведения образовательной деятельности, высшие учебные заведения ДНР активно сотрудничали с вузами России. Так, по итогам первой выпускной компании, прошедшей в 2015 году,  более 2 тысяч студентов вузов Донецкой Народной Республики прошли аттестацию, и получили дипломы российских университетов.

## Поступление в ВУЗы абитуриентов
Поскольку на неподконтрольной украинскому правительству территории Донецкой области общее количество выпускников школ уменьшилось, а количество вузов увеличилось, то и общий конкурс стал либо меньше, либо вовсе пропал.
Устанавливаются следующие весовые коэффициенты: средний балл документа об образовании - 0,2; оценка из Сертификата ГИА (документа о результатах ЕГЭ) по русскому языку - 0,3; оценка из Сертификата ГИА (документа о результатах ЕГЭ) по профильному конкурсному предмету - 0,5. (Правила приема в Доннту на 2019 год).